# Estação Westwijk
Westwijk é uma das estações terminais da linha 51 do metro de Amsterdão, nos Países Baixos.